# Act-age
act-age (jap. アクタージュ Akutāju) – manga opracowana przez Tatsuyę Matsukiego i ilustrowana przez Shiro Usazakiego. Seria była publikowana w magazynie „Shūkan Shōnen Jump” wydawnictwa Shūeisha od 22 stycznia 2018 do 11 sierpnia 2020.
W sierpniu 2020 wydawnictwo Shūeisha podało do wiadomości, że dalsza publikacja serii została anulowana po tym, jak Tatsuya Matsuki został aresztowany pod zarzutem molestowania dziewczyny w wieku gimnazjalnym.

## Fabuła
Fabuła skupia się na postaci Kei Yonagi, licealistce, która pragnie zostać aktorką. Mieszka z dwójką młodszego rodzeństwa, po tym jak opuścił ich ojciec i zmarła matka. Kei ma niezwykły talent do aktorstwa do tego stopnia, że podczas gry traci poczucie rzeczywistości. Podczas przesłuchania niektórzy spekulują, że tak intensywne aktorstwo może mieć charakter autodestrukcyjny i podają to jako powód, dla którego jej nie wybrali. Jednak Kei przyciąga wzrok cieszącej się dużym uznaniem reżysera Sumiji Kuroyama, który chce wydobyć z dziewczyny jej pełen potencjał.

## Bohaterowie
Kei Yonagi (jap. 夜凪 景 Yonagi Kei)
Główna bohaterka serii i uczennica liceum. Posiada zdolność do metodycznego aktorstwa, dzięki czemu wykorzystuje wspomnienia z przeszłości. Później podejście to stało się niezwykle wciągające do czasu, gdy pogubiła się w roli i nie była w stanie odróżnić fikcji od rzeczywistości. Poza tym opiekuje się młodszym rodzeństwem, Rui i Rei, po odejściu jej ojca i śmierci matki.
Sumiji Kuroyama (jap. 黒山 墨字 Kuroyama Sumiji)
Dyrektor i założyciel Studio Daikokuten. Mimo że nie był dobrze znany w Japonii, zdobywał nagrody na licznych festiwalach filmowych za granicą.
Yuki Hiiragi (jap. 柊 雪 Hiiragi Yuki)
Wicedyrektorka Studio Daikokuten, współpracująca z Sumijim Kuroyamą. Oprócz pełnienia swojej funkcji, jest również producentem, kierownikiem produkcji oraz menedżerem talentów.
Chiyoko Momoshiro (jap. 百城 千世子 Momoshiro Chiyoko)
Sławny aktor współpracujący z Stars Agency, znany bardziej pod pseudonimem "The Angel".
Arisa Hoshi (jap. 星 アリサ Hoshi Arisa)
Założycielka i prezes Stars Agency.
Akira Hoshi (jap. 星 アキラ Hoshi Akira)
Syn Arisy Hoshi, aktor współpracujący z Stars Agency.
Araya Myojin (jap. 明神 阿良也 Myojin Araya)
Niezwykle utalentowany aktor teatralny.

## Manga
Seria ukazała się w magazynie „Shūkan Shōnen Jump” po raz pierwszy w numerze 6/2018 (z 22 stycznia 2018). Następnie wydawnictwo Shūeisha zebrało 107 rozdziałów do 12 tankōbonów, które wydawane były od 2 maja 2018 do 3 lipca 2020.
4 października 2019 wydawnictwo Viz Media podało do wiadomości, że nabyło prawa do dystrybucji mangi w Stanach Zjednoczonych, natomiast pierwszy tom został wydany 7 lipca 2020.
8 sierpnia 2020 poinformowano, że policja aresztowała Tatsuyę Matsuki pod zarzutem molestowania seksualnego dziewczyny w wieku gimnazjalnym, które miało miejsce miesiąc wcześniej. Po aresztowaniu redaktorzy magazynu „Shūkan Shōnen Jump” wydali oświadczenie, w którym sprawę molestowania potraktują poważnie. Dwa dni później wydawnictwo Shūeisha podjęło decyzję o natychmiastowym zakończeniu publikacji mangi wraz z wydaniem ostatniego, 123. rozdziału w numerze 36-37/2020 (z 11 sierpnia 2020), zaś 17 sierpnia – o całkowitym wstrzymaniu sprzedaży tankōbonów oraz anulowaniu kolejnych tomów. 24 sierpnia ilustrator mangi Shiro Usazaki wydał oświadczenie, w którym wyraził współczucie dziewczynie, która padła ofiarą molestowania seksualnego. Dodał również, że nie chciały, aby seria act-age była dziełem wywołującym podobne reakcje ze strony ofiary i uznały decyzję wydawnictwa Shūeisha o anulowaniu dalszej publikacji za stosowną. Mimo wszystko nie żałował, że wydawnictwo podjęło decyzję o zakończeniu serializacji w połowie fabuły i zaapelował do fanów serii, aby nie nękali ani nie obwiniali dziewczyny.
| Nr | Język japoński   | Język japoński         | Język angielski                     | Język angielski        |
| Nr | Data wydania     | ISBN                   | Data wydania                        | ISBN                   |
| -- | ---------------- | ---------------------- | ----------------------------------- | ---------------------- |
| 1  | 2 maja 2018      | ISBN 978-4-08-881483-4 | 7 lipca 2020                        | ISBN 978-1-9747-0996-0 |
| 2  | 4 lipca 2018     | ISBN 978-4-08-881509-1 | 1 września 2020                     | ISBN 978-1-9747-0997-7 |
| 3  | 3 sierpnia 2018  | ISBN 978-4-08-881583-1 | 3 listopada 2020 (wydanie odwołane) | ISBN 978-1-9747-0998-4 |
| 4  | 2 listopada 2018 | ISBN 978-4-08-881657-9 | 5 stycznia 2021 (wydanie odwołane)  | ISBN 978-1-9747-1545-9 |
| 5  | 4 lutego 2019    | ISBN 978-4-08-881694-4 | 2 marca 2021 (wydanie odwołane)     | ISBN 978-1-9747-1557-2 |
| 6  | 2 maja 2019      | ISBN 978-4-08-881795-8 | —                                   |                        |
| 7  | 4 lipca 2019     | ISBN 978-4-08-881878-8 | —                                   |                        |
| 8  | 4 września 2019  | ISBN 978-4-08-882051-4 | —                                   |                        |
| 9  | 4 grudnia 2019   | ISBN 978-4-08-882103-0 | —                                   |                        |
| 10 | 4 lutego 2020    | ISBN 978-4-08-882205-1 | —                                   |                        |
| 11 | 13 maja 2020     | ISBN 978-4-08-882284-6 | —                                   |                        |
| 12 | 3 lipca 2020     | ISBN 978-4-08-882351-5 | —                                   |                        |

## Przedstawienie teatralne
1 czerwca 2020 w magazynie „Shūkan Shōnen Jump” (numer 26/2020) podano do wiadomości, że w 2022 roku seria act-age otrzyma serię przedstawień teatralnych zatytułowaną act-age: Ginga tetsudō no yoru (jap. アクタージュ act-age～銀河鉄道の夜～ Akutāju: Ginga tetsudō no yoru), jednak dwa miesiące później podjęto decyzję o odwołaniu planów produkcji po aresztowaniu Tatsuyi Matsuki oraz fakcie anulowania przez wydawnictwo Shūeisha dalszej publikacji mangi. Za reżyserię i scenariusz miał odpowiadać Shū Matsui, zaś za produkcję – Horipro. Z racji pandemii koronawirusa miały również odbyć się castingi online do odgrywania roli głównej bohaterki serii, Kei Yonagi.

## Odbiór
W lutym 2019 manga osiągnęła sprzedaż na poziomie 750 000 egzemplarzy, natomiast w czerwcu 2020 – 3 miliony. Piąty tom mangi został sklasyfikowany na 13. miejscu na liście najchętniej kupowanych mang według serwisu Oricon w okresie 4-10 lutego 2019. 
Seria zajęła trzecie miejsce w plebiscycie polecanych komiksów 2018 roku według Nationwide Bookstore Employees. W kwietniu 2019 seria nominowana była do nagrody Kōdansha Manga w kategorii shōnen-manga, natomiast w grudniu tego samego roku pojawiła się na liście najbardziej niebezpiecznych książek 2019 roku według magazynu „Brutus”. W marcu 2020 portal AnimeAnime umieścił serię na 6. miejscu na liście najbardziej poszukiwanych adaptacji w formie telewizyjnego serialu anime.